# 渡辺美奈代 恋はちょっぴり
『渡辺美奈代 恋はちょっぴり』（わたなべみなよ こいはちょっぴり）は、1988年4月10日から1989年12月31日までニッポン放送で放送されていたラジオ番組。パーソナリティは渡辺美奈代。ソニーの一社提供枠『SONY Night Square』で放送されていた。

## 概要
渡辺美奈代は、これ以前にニッポン放送で『フレッシュインカドカワ 渡辺美奈代 背のびしてルージュ』（1987年4月12日 - 同年10月4日、毎週日曜日AM11:30 - 12:00）のパーソナリティを務めていたが、6か月で終了、これ以来6か月のブランクを置いてのレギュラー番組となった。なお、渡辺のニッポン放送におけるレギュラー番組はこの番組と『おニャン子のアブない夜だよ』（1985年12月 - 1987年4月2日）に続く3本目である。
オープニングでは「これから美奈とちょっぴり恋しましょ」、エンディングでは「来週も美奈とちょっぴり恋しましょ」とあいさつするのが通例であった。
放送が始まった頃は、「学校」「テスト」「ボーイフレンド」「ガールフレンド」「面白い親」などの身近なテーマを毎週挙げて話題を募集していた他、番組のタイトルに合わせて、幼いけど甘かったような恋のレポートを紹介するコーナーがあった。はがきが採用されたリスナーには、最初は番組特製CDシングルアダプターが、後に贈られるノベルティグッズは黄色いバンダナに変更（バンダナは1989年秋から新バージョンに変更）、そして『今日からあなたもミナの彼』コーナーの参加者にはソニーの渡辺の生声入りカセットテープが贈られた。
月刊ラジオパラダイス（三才ブックス）1989年12月号内の記事によると、はがきを送るリスナーは渡辺のファンがほとんどで、その男女比率はほぼ同じだが、その中でも20歳前後の男性からのはがきが群を抜いて多かったとのこと。各コーナー宛だけではなく普通のお便りも多く来る、とある。
なお、1988年4月から1989年3月までの間は、直前の21:30 - 22:00の枠で『渡辺満里奈 見つめてMY HEART』が放送されており、元おニャン子クラブの「W渡辺」の番組が2本続けて放送されていた。

## 主なコーナー
- あまのじゃく観察レポート
  - リスナーの“あまのじゃくな体験”を募集。本番組の放送第1回から設けられたコーナー。
- ごめんなさいテレフォンあまのじゃく
  - リスナーが思わずとってしまったあまのじゃくな態度、行動を電話で懺悔。毎週日曜日に留守番電話で、ニッポン放送での放送が終わった22:30から23:30まで受け付けていた。本番組の放送第1回から設けられたコーナー。
- 美奈とちょっぴりポエムしましょ（1989年6月まで[9]）
  - 毎回「ペロペロ」「ボッキン」などの変わったキーワードを3回以上織り込みながら“素敵な”詩を作る[4]。
- 片思い・美奈にそっと言ってみな
  - 渡辺自らキューピッド役となって、片思いしている彼女、彼にその思いを伝える[4]。
- ス・ゴ・イ（1989年7月から）
  - 一発オチのネタコーナー[9]。採用されたリスナーにはポイントが与えられ、50点で渡辺とデートできる権、100点でハワイ旅行プレゼントという特典があり[6]、ここでの高得点獲得者の中からも下記の番組イベント『決定!?美奈の彼・グランプリ!!』への出場権が与えられた[7]。なお、このコーナーは「黄色いバンダナ」などノベルティグッズプレゼントの対象外[6]。
- あなたのハート・こっち恋
  - 渡辺自身が「（1989年）秋までに大人の恋をする」ことをテーマとしてスタートしたコーナー[6]。リスナーからの恋愛体験談を募集していた[9]。
- 今日からあなたがミナの彼（1989年11月から）
  - 『あなたのハート・こっち恋』コーナーの「大人の恋」というテーマ通りに至らなかったことで開き直って「リスナーから彼氏を見つけちゃおう」としてスタート。渡辺の“彼氏”に立候補するリスナーを募集。写真付きの履歴書と、ハートをつかむための30秒メッセージを録音したカセットテープを同封して送ることになっており、放送ではこの中から選ばれた履歴書とメッセージが共に紹介されていた。なお、このコーナーへの参加は「男女は問わず」とされていた[10]。
  - 1989年12月13日にこのコーナーの集大成にして本番組最後のイベントと公開録音『決定!?美奈の彼・グランプリ!!』が、当時ニッポン放送で一番大きなスタジオ「ラジオハウス銀河（銀河スタジオ）」で開催。このコーナーに履歴書とメッセージを送ってきたリスナー、『ス・ゴ・イ』コーナーでの高得点獲得者からの選抜、そして当日会場からの飛び入り参加者を合わせた10名で競われた。まず○×クイズで5名に、『ス・ゴ・イ』コーナー同様に一発オチのギャグのセンスを競った上で3名に絞られ、最後はカフェに見立てたステージで渡辺と1対1で向き合って2分間で口説くという実技で決戦を行った。しかし会場からの拍手の大きさで審査した結果、グランプリは18歳の女子に決定、「やっぱり美奈は男子に縁が無い」とオチが付いて終了した[2]。

## ゲスト
- 東山紀之（少年隊）（1988年6月19日）
- 錦織一清（少年隊）（1988年12月4日）
- 植草克秀（少年隊）
  - 少年隊の3人は一人ずつゲスト入りした。
- コロッケ（1989年2月26日）
- 大槻ケンヂ（筋肉少女帯）（1988年9月24日）
- 志村けん
- 北岡夢子
- 中村由真
他

## 放送されていた局
- ニッポン放送（制作局）- 日曜日22:00 - 22:30 （1988年4月10日 - 1989年12月17日）
  - ニッポン放送では12月24日は『ラジオ・チャリティー・ミュージックソン』を放送、12月31日も大晦日特別編成（工藤静香（19:30 - 20:30）、宮沢りえ（20:30 - 21:30）、浅香唯（21:30 - 22:30）、中山美穂（22:30 - 23:30）の各レギュラー番組のスペシャル版を放送）が組まれたため、他のネット局より2週早く最終回が放送された[11]。
- STVラジオ - 土曜日23:00 - 23:30 （1988年4月9日 - 1989年12月30日[12]）
- 東北放送 - 土曜日23:30 - 24:00 （1988年4月9日 - 1989年12月30日[13]）
- 東海ラジオ - 日曜日22:30 - 23:00 （1988年4月10日 - 1989年12月31日[14]）
- 朝日放送 - 日曜日22:30 - 23:00 （1988年4月10日 - 1989年12月31日[15]）
- 中国放送 - 土曜日23:00 - 23:30 （1988年10月 - 1989年12月30日[16]）
- KBCラジオ - 土曜日23:30 - 24:00 （1988年4月9日 - 1989年12月30日[17]）